# Aeschynanthus intermedia
Aeschynanthus intermedia là một loài thực vật có hoa trong họ Tai voi. Loài này được Teijsm. & Binn. mô tả khoa học đầu tiên năm 1863.